# Keith Williamson
Sir Keith Alec Williamson, GCB, AFC (* 25. Februar 1928 in Leytonstone, Municipal Borough of Leyton, Essex; † 2. Mai 2018) war ein britischer Offizier der Royal Air Force, der als General (Air Chief Marshal) zwischen 1980 und 1982 Oberkommandierender des RAF Strike Command sowie zuletzt von 1982 bis 1985 Chef des Luftwaffenstabes (Chief of the Air Staff) war. Mit seinem Ausscheiden aus dem aktiven Militärdienst wurde ihm am 15. Oktober 1985 der Rang eines Marshal of the Royal Air Force verliehen.

## Leben

### Offiziersausbildung, Offizier und Stabsoffizier
Keith Alec Williamson, Sohn von Percy Williamson und dessen Ehefrau Gertrude Williamson, besuchte die Bancroft’s School in Woodford Green sowie die County Grammar School of Edward VII in Market Harborough und begann zum Ende des Zweiten Weltkrieges am 13. Februar 1945 eine Ausbildung an der Funker-Schule auf dem Luftwaffenstützpunkt RAF Cranwell. Nach deren Abschluss begann er am 29. April 1948 als Flight Cadet eine Offiziersausbildung am Royal Air Force College Cranwell und wurde nach deren Beendigung 13. Dezember 1950 als Berufssoldat (Permanent Commission) mit dem Dienstgrad eines Leutnants (Pilot Officer) in die Royal Air Force (RAF) übernommen. Er begann am 16. Januar 1951 eine erweiterte Flugausbildung an der No. 203 Advanced Flying School (AFS) RAF sowie am 15. Mai 1951 eine operative Ausbildung bei der No. 229 Operational Conversion Unit (OCU) RAF.  Nach deren Beendigung wechselte er am 27. Juli 1951 als Pilot zur No. 112 Squadron RAF und wurde dort am 13. Dezember 1951 zum Oberleutnant (Flying Officer) befördert, wobei diese Beförderung auf den 13. Dezember 1950 zurückdatiert wurde. Im Anschluss nahm er zwischen dem 25. Mai 1953 und dem 25. Januar 1954 an einem Austauschprogramm bei der Royal Australian Air Force (RAAF) in Südkorea teil und erhielt dort am 13. Juni 1953 seine Beförderung zum Hauptmann (Flight Lieutenant). Nach seiner Rückkehr war er vom 25. Januar 1954 bis zum 22. April 1956 Adjutant (Aide-de-camp) des Oberkommandierenden des Luftwaffenheimatkommandos (RAF Home Command), Air Marshal Sir Harold Lydford. Er begann am 22. April 1956 zunächst einen Auffrischungskurs für Piloten an der No. 7 Flying Training School (FTS) sowie danach am 27. Mai 1956 einen Umstellungskurs für andere Flugzeugtypen bei der No. 229 Operational Conversion Unit. Nach deren Beendigung wurde er am 28. August 1956 zunächst Pilot in der No. 112 Squadron RAF sowie im Anschluss am 29. Mai 1957 Kommandeur eines Schwarms (Flight Commander) der No. 20 Squadron RAF.
Am 20. März 1958 begann Williamson eine Ausbildung zum Fluglehrer QFI (Qualified Flying Instructor) an der Zentralen Flugschule (Central Flying School) und erhielt dort am 1. Juli 1958 seine Beförderung zum Major (Squadron Leader). Er war zwischen dem 8. September 1958 und dem 21. März 1960 Kommandeur (Commanding Officer) der 1. Staffel der No. 2 Flying Training School sowie im Anschluss vom 21. März 1960 bis zum 15. Januar 1962 Prüfoffizier in der Central Flying School. Nachdem er zwischen dem 15. Januar und dem 15. Dezember 1962 das Royal Air Force Staff College Bracknell besucht hatte, wurde er zunächst Dritter Persönlicher Assistent und daraufhin vom 16. September 1963 bis zum 15. November 1965 Erster Persönlicher Assistent im Büro von Luftfahrtminister (Secretary of State for Air) Hug Fraser (16. September 1963 bis 1. April 1964) beziehungsweise dem Staatsminister für die Luftstreitkräfte im Verteidigungsministerium (Minister of State for the Air Force) Edward Shackleton (1. April 1964 bis 15. November 1965). In dieser Zeit erfolgte am 1. Januar 1964 auch seine Beförderung zum Oberstleutnant (Wing Commander). Nach einem darauf folgenden Umstellungskurs auf anderen Flugzeugtypen an der No. 223 Operational Conversion Unit fungierte er zwischen dem 23. Mai 1966 und dem 15. Juli 1968 als Kommandeur der No. 23 Squadron RAF. Ihm wurde am 8. Juni 1968 das Air Force Cross (AFC) verliehen. Nach seiner Beförderung zum Oberst (Group Captain) war er zwischen dem 15. Juli 1968 und dem 11. Januar 1971 Kommandant (Station Commander) des Luftwaffenstützpunktes RAF Gütersloh. Nachdem er zwischen dem 11. Januar 1971 und dem 14. Februar 1972 das Royal College of Defence Studies (RCDS) absolviert hatte, befasste er sich vom 14. Februar bis zum 13. September 1972 mit Studien zur Luftverteidigung.

### Aufstieg zumChief of the Air StaffundMarshal of the Royal Air Force
Am 13. September 1972 wechselte Keith Williamson in den Luftwaffenstab und war dort bis Juli 1975 Leiter des Referats Luftwaffenplanung (Director of Air Staff Plans). In dieser Zeit erfolgte am 1. Januar 1973 seine Beförderung zum Brigadegeneral (Air Commodore). Nach seiner Beförderung zum Generalmajor (Air Vice-Marshal) am 1. Juli 1975 löste er am 16. August 1975 Air Vice-Marshal Alasdair Steedman als Kommandant des Royal Air Force Staff College Bracknell ab und verblieb auf diesem Posten bis Februar 1977, woraufhin Air Vice-Marshal John Curtiss seine dortige Nachfolge antrat. Danach wechselte er zur NATO und fungierte zwischen dem 10. März 1977 und dem 30. August 1978 als Assistierender Chef des Stabes für Planung und Politik im Obersten Hauptquartier der Alliierten Streitkräfte in Europa SHAPE (Assistant Chief of Staff (Plans & Policy), Supreme Headquarters Allied Powers Europe).
Danach wurde Williamson am 30. August 1978 Nachfolger von Air Marshal Sir Rex Roe als Oberkommandierender des Luftunterstützungskommandos (Air Officer Commanding-in-Chief, RAF Support Command) und übte diese Funktion bis zu seiner Ablösung durch Air Marshal John Gingell am 3. Mai 1980 aus. In dieser Verwendung wurde er am 30. Dezember 1978 zum Knight Commander des Order of the Bath geschlagen und führte seitdem den Namenszusatz „Sir“. Des Weiteren wurde er am 1. Januar 1979 zum Generalleutnant (Air Marshal) befördert. Am 15. September 1980 übernahm er als Nachfolger von Air Chief Marshal Sir David Evans den Posten als Oberkommandierender des Luftangriffskommandos (Air Officer Commanding-in-Chief, RAF Strike Command). Er verblieb auf diesem Posten bis September 1982, woraufhin Air Chief Marshal Sir David Brownrigg Craig seine Nachfolge antrat. Während dieser Zeit wurde er am 1. März 1981 ebenfalls zum General (Air Chief Marshal) befördert. Am 12. Juni 1982 wurde ihm das Großkreuz des Order of the Bath (GCB) verliehen.
Zuletzt löste Sir Keith Williamson am 15. Oktober 1982 Air Chief Marshal Sir Michael Beetham als Chef des Luftwaffenstabes (Chief of the Air Staff) ab. Er verblieb auf diesem Posten bis zum 15. Oktober 1985 und wurde dann von Air Chief Marshal Sir David Brownrigg Craig abgelöst. Zusätzlich war er zwischen Oktober 1982 und Oktober 1985 auch Luftwaffenadjutant (Air Aide-de-camp) von Königin Elisabeth II.  Mit seinem Ausscheiden aus dem aktiven Militärdienst wurde ihm am 15. Oktober 1985 der Rang eines Marshal of the Royal Air Force verliehen. Am 19. Januar 1986 trat er schließlich in den Ruhestand. Aus seiner 1953 geschlossenen Ehe mit Patricia Anne, Tochter von Wing Commander F. M. N. Watts, gingen zwei Töchter hervor.